# 莫什 (托里-迪蒙科尔武)
莫什是葡萄牙布拉干萨区的一个堂区。总面积58.69平方公里，总人口309人，人口密度5.3人/平方公里。